# Frontiera di Koca
Col termine di Serbia occupata dagli Asburgo (detta anche Frontiera di Koca; in serbo Кочина крајина?, Kočina krajina) ci si riferisce al territorio serbo del Sangiaccato di Smederevo nell'Impero ottomano durante la Guerra austro-turca (1787–91). I Corpi Liberi Serbi organizzati dagli Asburgo, tra i quali vi era quello prominente di Koca Andelkovic (nome storiografico), inizialmente occupava la parte centrale del sangiaccato, tra il febbraio ed il 7 settembre del 1788; dopo che gli austriaci furono entrati in guerra il territorio venne espanso e divenne un protettorato asburgico con amministrazione militare, denominato Serbia (in tedesco: Serbien). Dopo il ritiro dell'Austria col Trattato di Sistova (1792), il territorio venne riannesso dagli ottomani.

## Sfondo storico

### I Serbi
I Serbi avevano avuto parte attiva nelle guerre combattute nei Balcani contro l'Impero ottomano, ed organizzarono anche rivolte a più riprese. Per questi motivi, essi subirono persecuzioni e devastazioni nei loro territori e sempre per tali motivi si tennero notevoli migrazioni dei serbi nei territori asburgici, soprattutto tra XVII e XVIII secolo.

### L'alleanza austro-russa
Per i conflitti attorno al Caucaso nel 1786, le relazioni tra Russia e Impero ottomano peggiorarono. L'anno successivo, Giuseppe II e Caterina II si incontrarono in Crimea per la seconda volta, fatto che spinse gli ottomani a dichiarare guerra anche alla Russia. Nel frattempo, gli austriaci prepararono i rifugiati serbi alla guerra.

## Storia

### La ribellione della frontiera di Koca

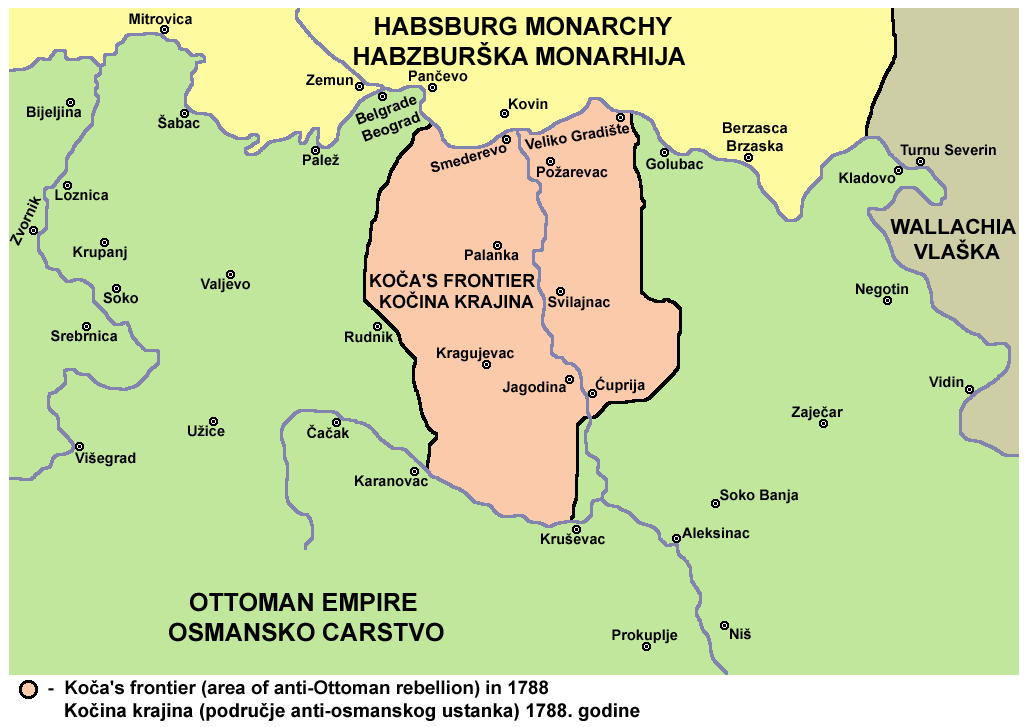
La frontiera di Koca (l'area della ribellione anti-ottomana) nel 1788.

Nel Banato era stato istituito un Libero Corpo Serbo di 5.000 soldati, composto da rifugiati serbi che all'inizio del conflitto avevano abbandonato l'Impero ottomano. I Corpi combatterono per la liberazione della Serbia e la sua unificazione sotto il governo asburgico. Il loro comandante era il maggiore Mihailo Mihaljevic. Tra i volontari vi erano anche: Aleksa Nenadovic e Karađorđe Petrović, Stanko Arambašic e Radic Petrovic ma soprattutto, Koca Andelkovic. Gli austriaci utilizzarono i Corpi in due tentativi falliti di assediare Belgrado, sul finire del 1787 ed all'inizio del 1788.
Gli austriaci entrarono in guerra nel febbraio del 1788, pur avendo perso la possibilità di una vittoria facile. La lentezza dei preparativi delle armate russe permise agli ottomani di concentrare le loro forze a Belgrado. Gli austriaci facevano affidamento sul supporto russo in Moldavia, che però ebbe inizio solo verso la fine del 1788. L'imperatore Giuseppe II era riluttante a combattere gli ottomani da solo. A luglio, gli ottomani attraversarono il Danubio e avanzarono nel Banato austriaco. La mancanza di viveri per tutti e due gli schieramenti, insieme a una pestilenza che colpì i soldati austriaci, provocarono uno scoramento generale. 50.000 rifugiati serbi attraversarono il Danubio causando problemi logistici all'esercito austriaco. Nel mese d'agosto Giuseppe II inviò nel Banato altri 20.400 soldati .

### L'occupazione austriaca
L'8 ottobre 1789, Ernst Gideon von Laudon prese Belgrado. Le forze austriache occuparono la Serbia e molti serbi combatterono con gli Asburgo, acquisendo organizzazione e abilità militari. L'occupazione venne accompagna da rappresentanti della chiesa cattolica che tentarono di convertire i serbi ortodossi, fatto che nel 1792, quando gli ottomani riconquistarono la regione, spinse i serbi a chiedere aiuto alla Russia ortodossa anziché all'Austria cattolica.

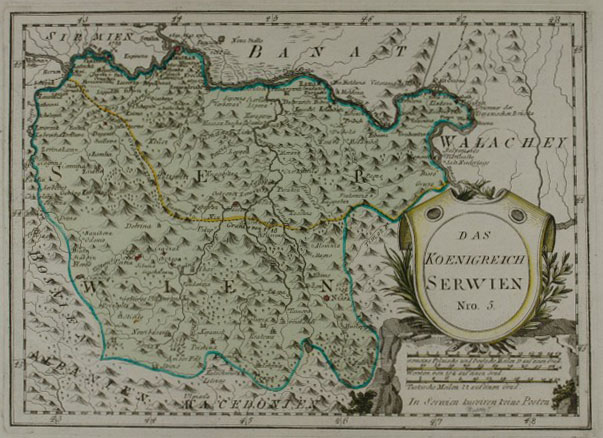
Map of "the Kingdom of Serbia", by Franz Johann Joseph von Reilly (1791).

Nel 1791 gli austriaci vennero costretti a ritirarsi oltre i fiumi Danubio e Sava assieme a centinaia di famiglie serbe che fuggivano dalle loro terre per paura di persecuzioni degli ottomani. Il Trattato di Sistova pose fine alla guerra.

## Conseguenze
Dopo la guerra gli ottomani concessero ai serbi di svolgere l'attività di esattori delle tasse. I giannizzeri, esclusi dall'esercito ottomano dopo la sua riorganizzazione, trovarono rifugio in Serbia (Sangiaccato di Smederevo) dove tentarono di revocare i diritti concessi ai serbi. Questi giannizzeri rinnegati, chiamati dahije, uccisero 150 capi serbi (knezovi), dando il via alla Prima rivolta serba (1804). Il leader della rivolta, Karađorđe Petrović, aveva già servito nell'esercito austriaco durante il periodo di occupazione asburgica. La rivolta si espanse nella Rivoluzione Serba (1804–17) che sancì de facto l'indipendenza della Serbia che divenne poi un principato.
Ancora oggi nelle città serbe di Jagodina e Kladovo si tiene una manifestazione annuale chiamata "Giorni della frontiera di Koca", un insieme di celebrazioni in ricordo della ribellione.